# Galagete turritella
Galagete turritella is een vlinder uit de familie van de dominomotten (Autostichidae). De wetenschappelijke naam van de soort is voor het eerst geldig gepubliceerd in 2002 door Bernard Landry. De soort is endemisch op de Galapagoseilanden.
Er worden twee ondersoorten onderscheiden:
- Galagete turritella turritella Landry, 2002
- Galagete turritella espanolaensis Landry, 2002